# Lien (affluent de la Charente)
Pour les articles homonymes, voir Lien.
Le Lien est une rivière du sud-ouest de la France, dans le département de la Charente, en région Nouvelle-Aquitaine, et un affluent de la Charente.

## Géographie
Ce cours d'eau permanent est très court: 2,5 km. Il naît à Ruffec à partir de fortes résurgences d'un écoulement souterrain karstique des eaux de la Péruse, ruisseau temporaire qui montre des pertes importantes tout au long de son cours.
Le Lien n'arrose que les communes de Ruffec où il prend sa source et de Condac où il conflue avec le fleuve Charente, au nord du département de la Charente (en région Nouvelle-Aquitaine).

## Hydrographie
Les fortes pertes de la Péruse et de son affluent la Morelle dans les calcaires karstifiés du Jurassique moyen d'âges bajocien et bathonien induisent une importante circulation d'eaux souterraines dont les principaux exutoires débouchent, d'une part directement dans la vallée de la Charente (dans la commune de Condac, entre le bourg et Refousson) où elles alimentent le fleuve et, d'autre part, dans la ville de Ruffec en dessous de l'église Saint-André et au pied de l'ancien château.
À Ruffec ces sources forment une rivière permanente d'eau claire, le Lien, qui alimente tout d'abord un grand bassin de 200 mètres de long au bord duquel est construit un lavoir.
Le Lien reçoit sur sa rive gauche, juste en aval de ce bassin, les eaux de surface de la Péruse (principalement en hiver, en période de crue); puis quelques dizaines de mètres plus loin sur sa rive droite un ruisseau, appelé localement le Faux Lien, provenant également des sources situées au pied du château, qui passe au sud de celui-ci avant de se jeter dans le Lien quelques centaines de mètres plus loin.
Le bref cours du Lien est très sinueux avec trois méandres entaillant le plateau calcaire de 25 à 30 mètres. Il se jette sur la rive droite de la Charente entre le bourg de Condac et le lieu-dit de Rejallant sur la commune de Condac.